# Műfordító
A műfordítás nem egyszerűen egy szöveg egyik nyelvről a másikra fordítása, hanem az irodalmi alkotások művészi értékű tolmácsolása a befogadó szellemi közösség nyelvén; ez a műfordító részéről az eredeti alkotással közel egyenértékű szellemi teljesítmény.
A szöveget nyelvileg helyesen, műfajához illően, tartalmilag, művészileg és stílusához lehetőleg formahűen tudják átültetni egy másik nyelvre. Ezeket forrásnyelvnek (FNY), illetve célnyelvnek (CNY) nevezik. Előbbieken túl előfordul, hogy közvetítőnyelvet is használnak, ill. a műfordítás elősegítésére az adott (általában nehéz, egzotikus, klasszikus, holt nyelv) hozzáértő tudósa segédlet gyanánt ún. nyersfordítást készít.
A műfordító megfelelő szakmai és művészeti ismeretekkel kell hogy rendelkezzék, különösképp a két érintett nyelv kulturális és irodalmi élete vonatkozásában. Valamint tájékozott kell legyen a kulturális és irodalmi irányzatok terén is.
Elengedhetetlen feltétel a megfelelő nyelvi, filológiai tudás, valamint kritikai és műelemzési ismeretek. Egyes vélemények szerint a legjobb fordítást az tudja létrehozni, aki ugyanabban az irodalmi ágazatban szerzőként is aktív, például egy vers hangulatát csak költő tudja igazán visszaadni a másik nyelven.
John Dryden angol költő, irodalomkritikus és műfordító szerint a „translation with latitude" az ideális, vagyis a rugalmas, széles mozgástérrel rendelkező fordítás, ahol „a szerző szellemét át lehet ültetni".
A művészi tolmácsoláson kívül fontos, hogy a műfordító tisztában legyen az ide vonatkozó jogi és erkölcsi szabályokkal. A művek szerzői joga országonként változhat, ezért elengedhetetlen, hogy ismerje a kapcsolódó jogokat (bár ezt általában a könyvkiadók, jogtulajdonosok, fordítóirodák, irodalmi ügynökségek intézik).